# Kamm-Flundern
Die Kamm-Flundern (Samaridae (Latein: samara = Samen der Ulme)) sind eine Familie der Plattfische. Sie leben in tropischen und subtropischen Regionen des Indopazifik, vor allem in der Tiefsee.

## Merkmale
Es sind eher kleine Fische, die Längen zwischen 4,5 und 22 Zentimeter erreichen. Der Beginn ihrer Rückenflosse liegt vor den Augen. Die Bauchflossen sind symmetrisch. Das Seitenlinienorgan kann gut entwickelt aber auch reduziert sein. Ebenso wie es bei den nah verwandten  Amerikanischen Seezungen (Achiridae), den Seezungen (Soleidae) und den Hundszungen (Cynoglossidae) ist, fehlt ein Postcleithrum (ein Knochen im Schultergürtel).

## Gattungen und Arten

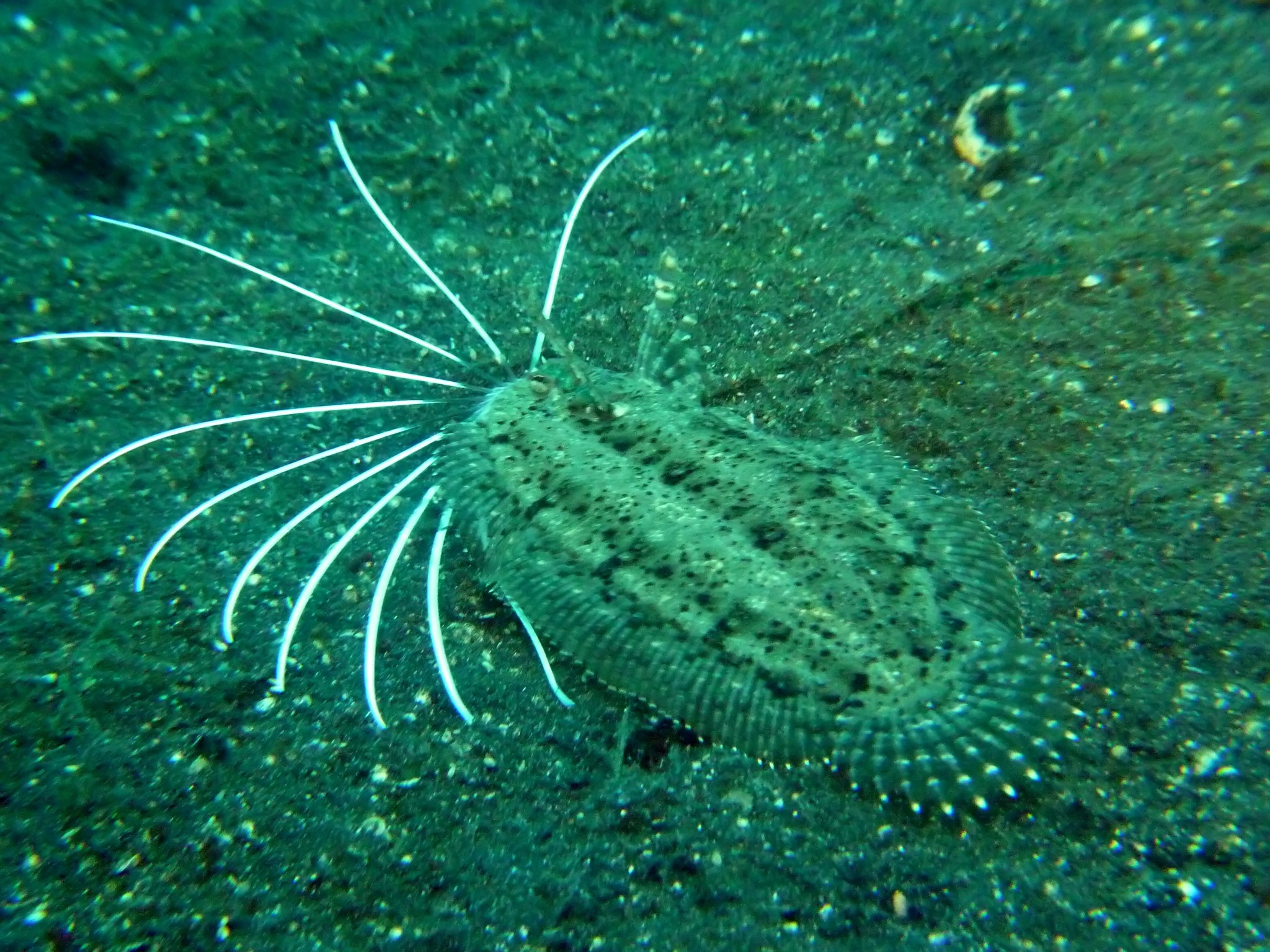
Samaris cristatus

Es gibt vier Gattungen und 24 Arten:
- Gattung Plagiopsetta Franz, 1910.
  - Plagiopsetta biocellata Fricke et al., 2018.
  - Plagiopsetta glossa Franz, 1910.
- Gattung Samaretta Voronina & Suzumoto, 2017.
  - Samaretta perexilis Voronina & Suzumoto, 2017.
- Gattung Samaris Gray, 1831.
  - Samaris costae Quéro, Hensley & Maugé, 1989.
  - Samaris cristatus Gray, 1831.
  - Samaris macrolepis Norman, 1927.
- Gattung Samariscus Gilbert, 1905.
  - Samariscus asanoi Ochiai & Amaoka, 1962.
  - Samariscus corallinus Gilbert, 1905.
  - Samariscus desoutterae Quéro, Hensley & Maugé, 1989.
  - Samariscus filipectoralis Shen, 1982.
  - Samariscus hexaradiatus Diaz de Astarloa et al., 2014.
  - Samariscus huysmani Weber, 1913.
  - Samariscus inornatus (Lloyd, 1909).
  - Samariscus japonicus Kamohara, 1936.
  - Samariscus latus Matsubara & Takamuki, 1951.
  - Samariscus longimanus Norman, 1927.
  - Samariscus luzonensis Fowler, 1934.
  - Samariscus macrognathus Fowler, 1934.
  - Samariscus maculatus (Günther, 1880).
  - Samariscus multiradiatus Kawai, Amaoka & Seret, 2008.
  - Samariscus neocaledonia Kawai, Amaoka & Séret, 2011.
  - Samariscus nielseni Quéro, Hensley and Maugé, 1989.
  - Samariscus sunieri Weber & de Beaufort, 1929.
  - Samariscus triocellatus Woods in Schultz, Woods & Lachner, 1966.
  - Samariscus xenicus Ochiai & Amaoka, 1962.